# Bertran Carbonel
Bertran Carbonel fou un trobador occità del qual només se sap que vivia a Marsella els últims anys del segle xiii i que pertanyia a una família noble, però arruïnada. El text de les seves poesies fa creure que tingué com a protectors a Alfons X de Castella, al comte Enric II de Rodez (1274-1302) i a Bertran de Baux, príncep d'Orange i comte d'Avelino (1282-1335). Paul Meyer jutja molt severament les seves obres, qualificant-les d'imitacions de Peire Cardenal; malgrat tot, no se li pot negar una erudició superior a la dels poetes coetanis, ja que sovintegen les cites de Juvenal, Ovidi, Horaci i Terenci. Deixà 18 poesies líriques, 71 cobles esparses, diversos sirventesos, en els que ataca fortament als clergues, i diverses tençons; dues d'aquestes tençons són originals tençons fictícies amb el seu cavall.

## Obra
D'entre el llistat de gairebé un centenar de poemes atribuïts, s'assenyalen les dues tençons fictícies amb el seu cavall:
- (82,13)[1] Roncin, cent vetz m'avetz fait penedir
- (82,14) Si anc, nul temps, fui ben encavalgatz